# 无限暖暖
《無限暖暖》是疊紙網絡制作的一款開放世界換裝角色扮演遊戲，為暖暖系列中继《闪耀暖暖》之后的第五代作品。游戏設定在奇迹大陸，玩家在游戏内扮演暖暖，與大喵展開冒險旅程，邂逅各式各樣的生物，周遊不同風土人情的幻想國度。
2022年11月29日疊紙網絡發佈首曝預告片，2024年2月獲得遊戲版號，4月24日至5月1日進行第一次測試，8月進行第二次測試，10月進行第三次測試。遊戲在2024年12月5日于Android、iOS、Microsoft Windows和PlayStation 5平台开启正式公测，在2025年4月29日上线Steam平台。

## 玩法
作為換裝遊戲，換裝是遊戲的核心玩法。具有魔力的套裝稱為「能力套裝」，包括髮型、上衣、裙子或褲子、襪子、配飾等。不同的「能力套裝」能給暖暖帶來不同的探索能力，發動技能時將瞬間切換到對應的「能力套裝」。遊戲初期玩家可以獲得跳躍後飄浮和施放淨化能力的「能力套裝」。對大世界的探索也是遊戲的核心玩法。玩家通過探索大世界、完成任務、提升「無限之心」等級等方法獲取服裝草圖，然後在大世界中收集服裝所需的不同材料，再利用這些材料來製作新衣裝。玩家也可以通過商店購買、抽卡等方式獲得新衣裝。套裝也有成長系統。
幾乎所有探索要素都與獲得裝扮道具有關。「奇想星」是大世界中的主要探索要素，玩家需要通過向「無限之心」供奉「奇想星」來提升其等級，從而獲得稀有衣裝。「奇想星」散落在世界各處，有些需要透過解謎或使用特定能力來取得。戰鬥系統非常簡單，包括向敵人發動遠程攻擊，跳躍閃避等。遊戲中拍照系統與大世界探索相輔相成，拍照模式可以在任何場景啟動，玩家可以自定義拍照姿勢、濾鏡、景深等以進行藝術創作。玩家在探索過程中會在特定地點觸發相關的拍照任務。環境也會與拍照做出互動，包括非玩家角色、物品道具等。遊戲中也有類似暖暖系列前作的「搭配比拼」的玩法，玩家可以將拍攝的照片與非玩家角色或不同的玩家比拼得分。

## 劇情
暖暖在尋找舞會禮服時，意外在閣樓中發現一件神秘衣裝。穿上後，暖暖和她養的名為「大喵」的貓一起穿越到了奇怪的幻想世界「奇蹟大陸」。在這裡，世界是靠「奇想力」來驅動的，這些「奇想力」就蘊含在形形色色的衣裝中，而能熟練利用衣裝來施展魔力的人則被稱為「搭配師」。暖暖遇到了「世界神艾娜」，「世界神艾娜」請求她幫忙尋找一套傳說中擁有拯救世界的力量的「奇蹟套裝」。暖暖接受了她的委託，決心成為「搭配師」，開啟尋找「奇蹟套裝」之旅。

## 製作
疊紙創始人、《無限暖暖》製作人姚潤昊在公開信中表示，《無限暖暖》遊戲製作組共有逾千人，開發時間長達五年。製作組還聘請《薩爾達傳說 曠野之息》策劃師富永健太郎擔任《無限暖暖》的執行製作人，迪士尼動畫總監布倫特·霍曼（Brent Homman）擔任角色設計師。此次為疊紙網絡首次嘗試登錄PlayStation平臺，製作組針對DualSense手把做了適配和設計，例如撫摸動物時的觸覺回饋，以及釣魚時魚兒咬鉤的動態扳機效果等。製作組表示，遊戲的開發是以PC版品質為標準的，手機版則努力透過性能最佳化接近PC版的品質。
在衣裝設計上，製作組採用了動態圖案的設計以表現更生動的布料。例如在「重逢之约」套装中，裙襬上的天體運行效果採用分軌道計算，在三條不同軌道上設計了形狀各異、角速度不同的星球，並加入軌道流動及月相變化效果。製作組表示，服裝設計以美術為導向，先完成不受技術限制的視覺設計，再交由技術團隊實現和最佳化。在最佳化方面，服裝上的寶石採用了多角度貼圖的方式來實現，製作組表示這樣既能確保視覺效果不輸於三維模型，又能有效節省運算資源。
在大世界的設計上，製作組開發了數百種材質來呈現豐富的自然景觀和建築風貌，其中植被就設計了高山針葉林、山地混合林地、闊葉林、花海等不同的生態群落。場景植被50米外的模型採用了Billboard技術來替代，還加入了風場與動態交互等技術以表現大規模的動態植被。暖暖的技能也可以與環境進行交互，例如在水面激起漣漪、點亮路燈花、掀起花瓣等，製作組表示這些細節都旨在打造沉浸式的遊戲體驗。拍照系統作為核心玩法之一，製作組採用虛幻5引擎的相機系統，為玩家提供了一系列後處理效果、預設相機構圖、參數設置等，便於玩家快速完成構圖。大世界中的各種移動平臺，如大千紙鶴等，也可以進行拍照。製作組也為大世界的非玩家角色設置了拍照動作，會配合暖暖擺出拍照姿勢。

## 發行與宣傳
2022年11月29日疊紙網絡發佈首曝預告片，預告遊戲將登錄主機平臺。2024年2月獲得遊戲版號。4月18日疊紙網絡於bilibili進行直播，實機演示《無限暖暖》的玩法，隨後宣佈4月24日至5月1日進行第一次測試「奇想测试」。8月7日至8月14日《無限暖暖》進行了第二次測試。2024年9月27日，《無限暖暖》在2024年東京電玩展進行特別直播，宣佈進行第三次測試「重逢之約測試」，測試於10月8日至10月22日進行。遊戲2024年12月5日于Android、iOS、Microsoft Windows和PlayStation 5平台开启正式公测。

## 反響
| 汇总媒体             | 得分       |
| -------------------- | ---------- |
| Metacritic           | PC: 81/100 |
| OpenCritic（推荐率） | 87%        |

| 媒体           | 得分   |
| -------------- | ------ |
| 4Players       | 8.5/10 |
| 電腦遊戲雜誌   | 8/10   |
| Digital Trends | 3.5/5  |
| Eurogamer      | 4/5    |
| GameStar       | 80/100 |
| IGN            | 9/10   |
| PC Gamer英国   | 74/100 |
| PCGamesN       | 9/10   |
| TechRadar      | 4/5    |
| 游民星空       | 8.2/10 |

Metacritic針對遊戲統計了各家媒體的評分，PC版的平均得分為81/100分。IGN給遊戲打出了9分，認為《無限暖暖》作為系列的終極進化之作，堪稱免費換裝遊戲的巔峰，雖然依舊是傳統手遊的抽卡機制，但這些都不影響其巨大而華麗的換裝系統。IGN表示遊戲中的服裝設計精美、細膩精緻，與開放世界探索相結合的設計，也提高了大世界探索的吸引力。Digital Trends稱讚《無限暖暖》結合了《薩爾達傳說》、《動物森友會》、《瑪利歐》、《原神》的DNA，取代奇幻劍術的是時裝秀般的換裝玩法，給玩家帶來充滿感染力的令人愉悅的精彩冒險。Polygon則對遊戲所營造的「粉切黑」的世界觀表示讚賞，認為《無限暖暖》在時尚華麗、唯美可愛的外表下，為玩家呈現了一個動人的拯救世界冒險故事。
對於遊戲的開放世界，IGN、Eurogamer、PC Gamer、Digital Trends均稱讚《無限暖暖》童話般的景色和遊樂園般的大世界體驗，讓旅程盡可能樂觀和難忘。在探索玩法方面，Eurogamer、PC Gamer、Polygon表示《無限暖暖》的開放世界略顯單調，缺乏挑戰，戰鬥結束得很快；Polygon還對以數值定勝負的「搭配比拼」提出批評，認為這使得玩家不得不為了獲得高分而嘗試缺乏審美的穿搭。另外，Eurogamer、Polygon還提到了遊戲剛開服存在一定的卡頓、崩潰、貼圖丟失等問題。對於遊戲的抽卡機制，Eurogamer表示遊戲中提供的五星級衣裝定價過高，不過免費服裝也足以遊玩。